# اليهاري (إب)

تعديل مصدري - تعديل

اليهاري هي إحدى قرى عزلة الروس بمديرية إب التابعة لمحافظة إب، بلغ تعداد سكانها 1673 نسمة حسب تعداد اليمن لعام 2004.